# Komet Helin-Roman-Crockett
Komet Helin-Roman-Crockett  (uradna oznaka je 111P/Helin-Roman-Crockett ) je periodični komet z obhodno dobo okoli 8,1 let. Komet pripada Enckejevemu tipu kometov . 

## Odkritje
Komet je odkrila v 2. januarja 1962 ameriška astronomka Eleanor F. Helin na ploščah, ki so jih posneli Ron Helin, Brian P. Roman in Randy L. Crockett na Observatoriju Palomar. 

## Lastnosti
Komet je znan po tem, da se včasih zelo približa Jupitru. Pri tem lahko celo kroži okoli Jupitra. Takšno gibanje blizu Jupitra se je zgodilo leta 1976, naslednje pa bo 2071. Pri tem imajo tirnice veliko izsrednost. Vpliv Sonca potegne komet iz Jupitrove tirnice. Takšna tirnica je zelo nestabilna. Komet bo prišel v tirnico, ki bo povzročila trk s planetom (podobno kot Komet Shoemaker-Levy 9) ali pa bo prešel v tirnico, ki ne bo omogočala približevanja Jupitru. 
Jedro kometa ima premer okoli 1,2 km .